# Peter Paul Flosdorf
Peter Paul Flosdorf (* 10. Juli 1928 in Siegen; † 18. August 2023 in Würzburg) war ein deutscher Psychologe, Heilpädagoge, Theologe und Systemischer Familientherapeut. Er war bis 1993 Leiter des Überregionalen Beratungs- und Behandlungszentrums (ÜBBZ), des Psychotherapeutischen Beratungsdienstes und der Fachakademie für Heilpädagogik in Würzburg.

## Leben
Peter Paul Flosdorf wurde als jüngster von sechs Söhnen des Chirurgen und Leiters des Städtischen Krankenhauses Siegen, Peter Flosdorf (1882–1935), und seiner Ehefrau Wilhelmine Flosdorf, geborene Berken, geboren. Als Jugendlicher war Peter Flosdorf Gruppenführer in der gegenüber den nationalsozialistischen Jugendorganisationen kritisch eingestellten katholischen Jugendbewegung (Neudeutschland). Gegen Ende des Zweiten Weltkriegs wurde er als Flakhelfer eingezogen und kam 1945 in amerikanische Gefangenschaft. Nach dem Abitur 1947 in Siegen studierte Flosdorf katholische Theologie in Paderborn, wobei die Theologische Fakultät zu dieser Zeit wegen kriegsbedingter Schäden ins Kloster Bad Driburg ausgelagert war. Sein Freisemester absolvierte er 1949 in München. Dort wurde er u. a. von Romano Guardini stark inspiriert.
Flosdorf begann ein Zweitstudium der Psychologie und Philosophie in München, u. a. bei Philipp Lersch und Arnulf Däumling, am Psychologischen Institut der Universität München. 1952 schloss er das Studium der katholischen Theologie und 1953 das Studium der Psychologie an der Ludwig-Maximilians-Universität München mit dem Diplom ab.
1958 erlangte Peter Flosdorf durch Vorlage seiner Dissertation Über das Stottern. Eine psychologische und charakterologische Untersuchung an stotternden Kindern und Jugendlichen den Doktorgrad der Philosophischen Fakultät der Ludwig-Maximilians-Universität München.
Im November 1953 übernahm Flosdorf als junger Psychologe und Stipendiat der Victor-Gollancz-Stiftung die beim Sozialdienst katholischer Frauen e. V. in Würzburg neu eingerichtete Heilpädagogische Beobachtungsstation. Die Anfangszeit war geprägt von Nachkriegsarmut, aber auch von Pioniergeist, Um- und Aufbruchsstimmung und Neuentwicklungen. Peter Flosdorf war im Bereich der Jugendhilfe über seine gesamte berufliche Laufbahn ein Motor und Gestalter dieser Entwicklungen. In dem von Ordensschwestern geführten Mädchenheim musste er sich mit seinen Vorstellungen über das, was „Fürsorgezöglinge“ für eine positive Entwicklung benötigen, zunächst auch gegen Widerstände durchsetzen.
In der Folge gestaltete er die stationären Hilfen für Kinder und Jugendliche mit Verhaltensauffälligkeiten und psychischen Störungen im Sinne einer Therapeutischen Heimerziehung, einem Konzept, das Standards für eine moderne, qualifizierte Heimerziehung setzte und bis heute den Rahmen für die Arbeit im Therapeutischen Heim Sankt Joseph aufspannt.
In der täglichen therapeutischen Arbeit mit Kindern und Jugendlichen entwickelte Peter Flosdorf eine Vielzahl hilfreicher und fördernder Elemente (wie beispielsweise die Kinderkonferenz) und auch den Heilpädagogischen Spielsport. Die Vorstellung dieses Konzeptes erfolgte erstmals 1964 auf der 9. Bundestagung des Verbandes katholischer Einrichtungen der Heim- und Heilpädagogik mit einer Filmpräsentation.
Aus dem Beratungsbedarf für Familien entwickelte Flosdorf den ambulanten Beratungsdienst und legte damit 1955 den Grundstein für die Errichtung der Erziehungsberatungsstellen in Unterfranken.
Neben der Arbeit mit den Kindern, Jugendlichen und deren Familien widmete er sich intensiv der Qualifikation der Mitarbeiter und gründete 1966 mit dem Heilpädagogischen Seminar eine der ersten Ausbildungsstätten für Heilpädagogen in Deutschland. Absolventen aus dem gesamten Bundesgebiet haben bis heute von dieser praxisorientierten, die heilpädagogische Beziehungsgestaltung in den Mittelpunkt rückenden Ausbildung profitiert.
1972 beauftragte das Bundesministerium für Familie und Gesundheit Peter Flosdorf mit der Konzeption und Umsetzung der Wanderausstellung „Heimerziehung im Wandel“ (siehe: Heimerziehung – Heimplanung. Dokumentation einer Ausstellung Frankfurt 1972).
In Würzburg finden sich mit der Etablierung eines offenen, strukturierten Spielzentrums („Spieli“) in einem sozialen Brennpunkt (1974) und dem Aufbau von Kinder- und Jugendfarm und ihres Trägervereins (1979) weitere Spuren des Wirkens und des kreativen Entwickelns.
In der Ausdifferenzierung der erzieherischen Hilfen war Flosdorf weiter impulsgebend beim Aufbau der Heilpädagogischen Tagesstätte und dem Ausbau der Elisabeth-Weber-Schule zu einem Förderzentrum mit dem Schwerpunkt „emotionale und soziale Entwicklung“.
Sein künstlerisches und gestalterisches Interesse fand seinen Ausdruck in der heilpädagogischen Raumgestaltung. Das zusammen mit Wolfgang Mahlke entwickelte „Würzburger Modell“ zur innenarchitektonischen Gestaltung der Gruppenräumlichkeiten in Kindergärten und Heimen fand in Deutschland Nachahmer.
Flosdorf übernahm eine Lehrtätigkeit am Psychologischen Institut der Universität Würzburg. Weiter war er in Gremien und Verbänden als Ratgeber und Mitgestalter berufs- und sozialpolitischer Entwicklungen tätig. Auf Vorstandsebene gestaltete er maßgebend die Umstrukturierung des Verbandes für Heim- und Heilpädagogik zum Bundesverband katholischer Einrichtungen und Dienste der Erziehungshilfe (BVkE) mit. Gleichzeitig engagierte er sich auf Bundesebene in der Arbeitsgemeinschaft für Erziehungshilfe (AFET).
Auch nach seinem Eintritt in den Ruhestand nach 40-jähriger Tätigkeit im Jahr 1993 und dem Rücktritt aus verantwortlicher Position setzte er seine Vortrags-, Begutachtungs- und Beratungstätigkeit fort.
Peter Flosdorf war seit 1955 verheiratet mit Ursula Flosdorf, geb. Fischer, und Vater dreier Kinder. Er starb am 18. August 2023 in Würzburg im Alter von 95 Jahren.

## Veröffentlichungen

### Schriften (Auswahl)
- Über das Stottern. In: Jahrbuch für Psychologie, Psychotherapie und medizinische Anthropologie. Karl Alber, Freiburg-München Heft 1/2 1960
- Beiträge der Psychologie und Heilpädagogik für die Heimerziehung. In: Paul Schmidle (Hrsg.): Für die Welt von morgen erziehen. Lambertus, Freiburg im Breisgau 1966
- Sport und Spiel in Gruppe und Heim. (Hrsg. zusammen mit Hermann Rieder). Lambertus, Freiburg 1967 (spanische Ausgabe 1970)
- Die psychotherapeutisch-heilpädagogische Station in Würzburg. Aufbau und Gestalt einer heilpädagogischen Arbeit als Beitrag einer modernen und differenzierten Heimerziehung. In: Korrespondenzblatt des Kath. Fürsorgevereins Heft 9 1967, S. 135–145
- Erziehungsberatung als Zentrum der offenen Erziehungshilfe. In: Jugendwohl Heft 6 1967
- Ambulante Erziehungshilfen aus der Sicht der Heimerziehung. In: Hermann Stutte (Hrsg.): Wissenschaftliche Informationsschriften des Allgemeinen Fürsorgeerziehungstages e. V., Hannover Heft 3 1969, S. 100–111
- Heimerziehung vor neuem Anfang. In: Jahrbuch des Deutschen Caritasverbandes, Freiburg im Breisgau 1970, S. 54–61
- Heimerziehung – Heimplanung. Dokumentation einer Ausstellung (zusammen mit I. Joachim, K. H. Marciniak und B. von Perbandt). Darmstadt 1974
- Heimsozialisation im Spannungsfeld institutioneller Versorgung und Emanzipation. In: Paul Schmidle und Hubertus Junge (Hrsg.): Sozialisationsfeld Heimerziehung, Freiburg im Breisgau 1975, S. 47–60
- Erziehungsberatung – ihre Geschichte und die Entwicklung ihrer methodischen Konzepte. In: Caritasdienst Jahrgang 1979, S. 94–98
- Mit den Eltern erziehen – auch im Heim. Ziele und methodische Konzepte für die Arbeit mit Eltern. In: Paul Schmidle und Hubertus Junge (Hrsg.): Kinder im Heim – Kinder ohne Zukunft? Freiburg im Breisgau 1980, S. 60–94
- Heilpädagogische und konzeptionelle Überlegungen zur baulichen Verwirklichung eines therapeutischen Heimes. In: Jugendwohl Heft 6 1982
- Zukunft der Heimerziehung. Daten, Fakten, Perspektiven. In: Paul Schmidle und Hubertus Junge (Hrsg.): Zukunft der Heimerziehung. Lambertus, Freiburg im Breisgau 1985
- Anleiten, Befähigen, Beraten im Praxisfeld Heimerziehung. (Hrsg. zus. mit Arnulf Schuler und Reinhold Weinschenk). Lambertus, Freiburg im Breisgau 1987
- Theorie und Praxis der Erziehungshilfe. (Hrsg.) Zwei Bände. Lambertus, Freiburg im Breisgau 1988, Nachdruck 1992
- Therapeutische Heimerziehung. In: Otto Speck und Klaus-Rainer Martin (Hrsg.): Sonderpädagogik und Sozialarbeit (Handbuch der Sozialarbeit Band 10). Marhold Berlin 1990
- Erziehungsberatung. In: Otto Speck und Klaus-Rainer Martin (Hrsg.): Sonderpädagogik und Sozialarbeit (Handbuch der Sozialarbeit Band 10). Marhold Berlin 1990
- Aushalten und Standhalten – Wandel der Bedingungen und Perspektiven der Alltagsbewältigung in der Heimerziehung. In: Hubertus Junge (Hrsg.): Zwischen Fordern und Gewähren. Erziehen in veränderten Lebenswelten. Freiburg im Breisgau 1992, S. 125–145
- Heimerziehung: Konzepte stationärer und teilstationärer Erziehungshilfen. In: Ingeborg Becker-Textor und Martin R Textor (Hrsg.): Handbuch der Kinder- und Jugendbetreuung. Luchterhand Neuwied 1993
- Überlegungen zur Raumgestaltung von Schulen zur Erziehungshilfe. In: BVkE e. V.(Hrsg.): Identität und Perspektiven der Schule zur Erziehungshilfe im Verbund stationärer und teilstationärer Erziehungshilfe. Beiträge zur Erziehungshilfe Heft 14. Freiburg im Breisgau 1997
- Bewegen, Erleben, Handeln. (Hrsg.) Lambertus, Freiburg im Breisgau 1999
- Sicherheitsstandards in der Erlebnispädagogik. Praxishandbuch für Einrichtungen und Dienste in der Erziehungshilfe. (Hrsg. zusammen mit H. Perschke), Juventa, Weinheim 2003
- Therapeutische Heimerziehung. Entwicklungen, Konzepte, Methoden und ihre Evaluation. (Hrsg. zusammen mit Harald Patzelt). Schriftenreihe des Instituts für Kinder und Jugendhilfe (IKJ) Band 5, Mainz 2003
- Heilpädagogische Beziehungsgestaltung. Lambertus, Freiburg im Breisgau 2. Aufl. 2009

### Filme
- Sport und Therapie. Leibeserziehung in der Behandlung neurotischer und erziehungsschwieriger Kinder (zusammen mit H. Rieder und H. Kornbrust). 16 mm, sw, 50 Minuten, Würzburg 1966
- Heimerziehung im Wandel. 5 Filme à 20 Minuten, VHS-Cassetten mit Begleitheft, Freiburg 1992
- Zwischen Fordern und Gewähren. 5 Filme für ein lokales Fernsehprogramm à ca. 8–10 Minuten, Würzburg 1992

## Auszeichnungen
- Ehrenzeichen in Gold als Zeichen der dankbaren Anerkennung für langjährige Verdienste um den Deutschen Caritasverband verliehen am 16. März 1978
- Das Verdienstkreuz am Bande des Verdienstordens der Bundesrepublik Deutschland in Anerkennung der um Volk und Staat erworbenen besonderen Verdienste, Bonn am 5. Juli 1979 – verliehen von Bundespräsident Karl Carstens
- Verdienstkreuz 1. Klasse in Anerkennung der um Volk und Staat erworbenen besonderen Verdienste, Bonn am 19. Mai 1989 – verliehen von Bundespräsident Richard von Weizsäcker,
- Brotteller des Deutschen Caritasverbandes für hervorragende Verdienste um die Caritas in der Bundesrepublik Deutschland, verliehen vom Deutschen Caritasverband als Zeichen seines besonderen Dankes am 22. Januar 1993, Freiburg im Breisgau
- Silvesterorden – das Ritterkreuz des Papstes, überreicht am 27. Februar 1993 durch Bischof Paul-Werner Scheele – die päpstliche Auszeichnung wurde 1841 von Papst Gregor XVI. gestiftet. Der Orden besteht aus einem goldenen (Malteser-)Kreuz mit dem Bild des Papstes Silvester
- Bayerischer Verdienstorden, verliehen am 29. Juni 1994
- Bayerische Verdienstmedaille für soziale Verdienste, verliehen durch die Bayerische Staatsministerin für Arbeit, Familie und Integration, Emilia Müller, am 29. September 2014 in München